# Lead Us!!!
Lead Us!!! – minialbum polskiej grupy muzycznej Vader. Wydawnictwo ukazało się 22 stycznia 2008 roku nakładem Regain Records.

## Lista utworów
Opracowano na podstawie materiału źródłowego.
| Nr | Tytuł utworu                             | Słowa                     | Muzyka              | Długość |
| -- | ---------------------------------------- | ------------------------- | ------------------- | ------- |
| 1. | „Lead Us!!!”                             | Piotr Wiwczarek           | Maurycy Stefanowicz | 3:19    |
| 2. | „The Book”                               | Paweł Frelik              | Maurycy Stefanowicz | 5:07    |
| 3. | „Die!!!”                                 | Piotr Wiwczarek           | Piotr Wiwczarek     | 2:55    |
| 4. | „Raining Blood (cover Slayer)”           | Jeff Hanneman, Kerry King | Jeff Hanneman       | 3:38    |
| 5. | „This Is The War" (teledysk)”            | Piotr Wiwczarek           | Piotr Wiwczarek     | 2:54    |
| 6. | „Helleluyah!!! (God is Dead) (teledysk)” | Piotr Wiwczarek           | Piotr Wiwczarek     | 3:04    |
| 7. | „Sword Of The Witcher (teledysk)”        | Piotr Wiwczarek           | Piotr Wiwczarek     | 3:39    |
|    |                                          |                           |                     | 24:36   |

## Twórcy
Opracowano na podstawie materiału źródłowego.
| Zespół Vader w składzie - Piotr "Peter" Wiwczarek – gitara elektryczna, gitara basowa, śpiew, słowa - Dariusz "Daray" Brzozowski – perkusja - Maurycy "Mauser" Stefanowicz – gitara elektryczna - Marcin "Novy" Nowak – gitara basowa[A] Notatki - A^ Wymieniony na płycie, nie brał udziału w nagraniach. |  | Dodatkowi muzycy - Krzysztof "Siegmar" Oloś – instrumenty klawiszowe Produkcja - Paweł Frelik – słowa - Jacek Wiśniewski – oprawa graficzna - Seth Siro Anton – oprawa graficzna - Sławomir i Wojciech Wiesławscy – inżynieria dźwięku, produkcja, miksowanie, mastering |